# Parafia św. Paschalisa w Arszałach
Parafia św. Paschalisa w Arszałach – parafia rzymskokatolicka, znajdująca się w dekanacie astańskim w archidiecezji Astany. W parafii posługują księża archidiecezjalni. Według stanu na kwiecień 2024 proboszczem był ks. Jarosław Trachik. 